# 419 př. n. l.

## Hlava státu
- Perská říše – Dareios II. (423–404 př. n. l.)
- Egypt – Dareios II. (423–404 př. n. l.)
- Bosporská říše – Satyrus (433–389 př. n. l.)
- Sparta – Pleistonax (458–409 př. n. l.) a Ágis II. (427–399 př. n. l.)
- Athény – Astyphilus (420–419 př. n. l.) » Archias (419–418 př. n. l.)
- Makedonie – Perdikkás II. (448–413 př. n. l.)
- Epirus – Tharrhypas (430–392 př. n. l.)
- Odryská Thrácie – Seuthes I. (424–410 př. n. l.)
- Římská republika – tribunové Agrippa Menenius Lanatus, Sp. Nautius Rutilus, P. Lucretius Tricipitinus a C. Servilius Axilla (419 př. n. l.)
- Kartágo – Hannibal Mago (440–406 př. n. l.)